# Les Demoiselles de Wilko
Pour plus de détails, voir Fiche technique et Distribution.
Les Demoiselles de Wilko (Panny z Wilka) est un film polonais réalisé par Andrzej Wajda et sorti en 1979.
Il s'agit d'une adaptation de la nouvelle éponyme de Jarosław Iwaszkiewicz.

## Synopsis

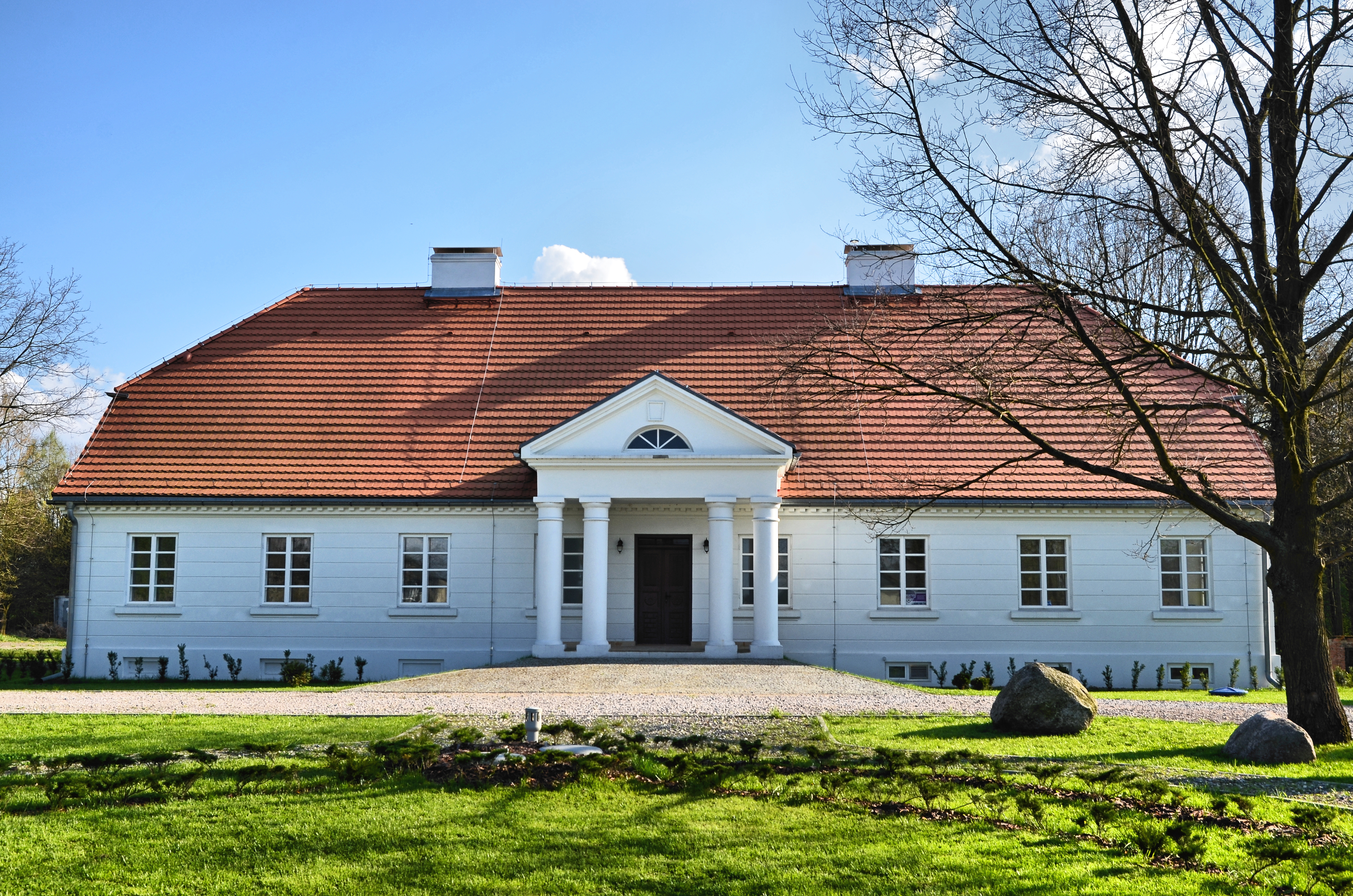
Le manoir de Byszewy, où Jarosław Iwaszkiewicz a séjourné, a inspiré la nouvelle et le film.

Le film commence dans les années 1930 par une scène au cimetière, où Jarosław Iwaszkiewicz, puis Victor Ruben se recueillent sur la tombe de leur ami Jurek. Après l'enterrement de ce dernier, Viktor s'effondre. Son médecin lui suggère de se retirer à la campagne pour prendre du recul et il se rend donc chez sa tante et son oncle. C'est là qu'il avait passé son enfance et son adolescence et il n'y était plus retourné depuis 15 ans. Sur le domaine voisin de Wilko, Viktor était alors le seul garçon parmi ses six sœurs. Lorsqu'il arrive à Wilko, les sœurs sont réunies. Elles sont également venues passer leurs vacances d'été ici. Après 15 ans d'absence, Viktor apprend qu'une des sœurs (Fela) est morte il y a exactement 15 ans. Julcia est mariée à Monsieur Kawecki, qui dirige le domaine. Elle est mère de jumeaux. Jola est mariée à un avocat de Varsovie, mais ils font maison à part. Kazia est une mère célibataire qui s'occupe de la mère de ses sœurs. Elle est contrainte de travailler au domaine et soumise à la dure gestion du domaine par Kawecki. Zosia a toujours considéré Viktor avec une grande distance, et cela n'a pas changé après 15 ans. La plus jeune sœur, Tunia, ressemble beaucoup à la défunte Fela.
À l'époque, elle n'était qu'une enfant, aujourd'hui, c'est une jeune femme. Lorsque Viktor invite Tunia à la chasse aux canards, il embrasse la jeune fille pendant le pique-nique. Mais Tunia, amoureuse, doit bientôt se rendre compte que ses sœurs aînées ont un lien plus étroit avec Viktor et qu'il voit surtout en elle l'image de sa sœur décédée. Elle l'enferme alors dans sa chambre et pointe son fusil sur Viktor, mais n'appuie pas sur la gâchette. Les vacances d'été à Wilko font resurgir les vieux souvenirs de l'amour des sœurs. Mais cet amour est passé depuis trop longtemps. Viktor n'a jamais trouvé de femme pour la vie. Il n'a jamais pu se décider pour l'une des sœurs. Maintenant, il est trop tard. Viktor met fin prématurément à ses vacances et quitte Wilko.

## Fiche technique
- Titre : Les Demoiselles de Wilko
- Titre original : Panny z Wilka
- Réalisation : Andrzej Wajda
- Scénario : Zbigniew Kaminski d'après la nouvelle de Jarosław Iwaszkiewicz
- Pays :  Pologne et  France
- Format : Couleurs - Mono - 35 mm
- Genre : Drame et romance
- Durée : 118 minutes
- Date de sortie : 1979

## Distribution
- Daniel Olbrychski : Wiktor Ruben
- Anna Seniuk : Julcia
- Maja Komorowska : Jola
- Stanisława Celińska : Zosia
- Krystyna Zachwatowicz : Kazia
- Christine Pascal : Tunia
- Zbigniew Zapasiewicz : mari de Julcia
- Zofia Jaroszewska : tante de Wiktor
- Tadeusz Bialoszczynski : oncle de Wiktor
- Paul Guers : mari de Jola
- Kazimierz Brodzikowski : Butler
- Andrzej Grzybowski
- Filip Jasienski : fils de Kazia
- Witold Kaluski : cocher
- Jolanta Kozak-Sutowicz
- Andrzej Lapicki : docteur
- Halina Michalska
- Kazimierz Orzechowski : prêtre
- Edward Ozana
- Alina Rostkowska
- Barbara Stepniakówna
- Anna Wachnicka : fille de Julcia
- Malgorzata Wachnicka : fille de Julcia